# (1235) Schorria
(1235) Schorria ist ein Asteroid des Hauptgürtels, der am 18. Oktober 1931 vom deutschen Astronomen Karl Wilhelm Reinmuth in Heidelberg entdeckt wurde. 
Der Asteroid ist nach dem deutschen Astronomen Richard Reinhard Emil Schorr benannt.